# Pilot Grove
Pilot Grove és una població dels Estats Units a l'estat de Missouri. Segons el cens del 2000 tenia 723 habitants.

## Demografia
Segons el cens del 2000, Pilot Grove tenia 723 habitants, 287 habitatges, i 187 famílies. La densitat de població era de 664,6 habitants per km².
Dels 287 habitatges en un 27,9% hi vivien nens de menys de 18 anys, en un 50,5% hi vivien parelles casades, en un 11,8% dones solteres, i en un 34,5% no eren unitats familiars. En el 31,7% dels habitatges hi vivien persones soles el 15,7% de les quals corresponia a persones de 65 anys o més que vivien soles. El nombre mitjà de persones vivint en cada habitatge era de 2,31 i el nombre mitjà de persones que vivien en cada família era de 2,89.
Per edats la població es repartia de la següent manera: un 21,3% tenia menys de 18 anys, un 9,8% entre 18 i 24, un 21,7% entre 25 i 44, un 22,3% de 45 a 60 i un 24,9% 65 anys o més.
L'edat mediana era de 42 anys. Per cada 100 dones de 18 o més anys hi havia 85,9 homes.
La renda mediana per habitatge era de 31.354 $ i la renda mediana per família de 37.143 $. Els homes tenien una renda mediana de 29.318 $ mentre que les dones 20.313 $. La renda per capita de la població era de 14.857 $. Entorn del 4,8% de les famílies i el 7% de la població estaven per davall del llindar de pobresa.

## Poblacions més properes
El següent diagrama mostra les poblacions més properes.